# Паспорт гражданина Венесуэлы
Паспорт гражданина Венесуэлы выдаётся гражданам Венесуэлы с возможностью путешествовать за пределы страны. В июле 2007 года стали выдаваться биометрические паспорта, несущие RFID-чип, содержащий фотографию и отпечатки пальцев. Согласно венесуэльскому законодательству, все паспорта (старые в синей или красной обложке, со старым названием страны и/или старым гербом) являются действительными до истечения срока, а паспорт в светло-голубой обложке не позволяет осуществлять поездки в Соединенные Штаты Америки. В будущем правительство Венесуэлы, возможно, изменит формат паспорта на темно-синий цвет обложки и надпись Mercosur (МЕРКОСУР). Это может произойти только в том случае, если конгрессы Парагвая и Бразилии одобрят полноправное членство в МЕРКОСУР.

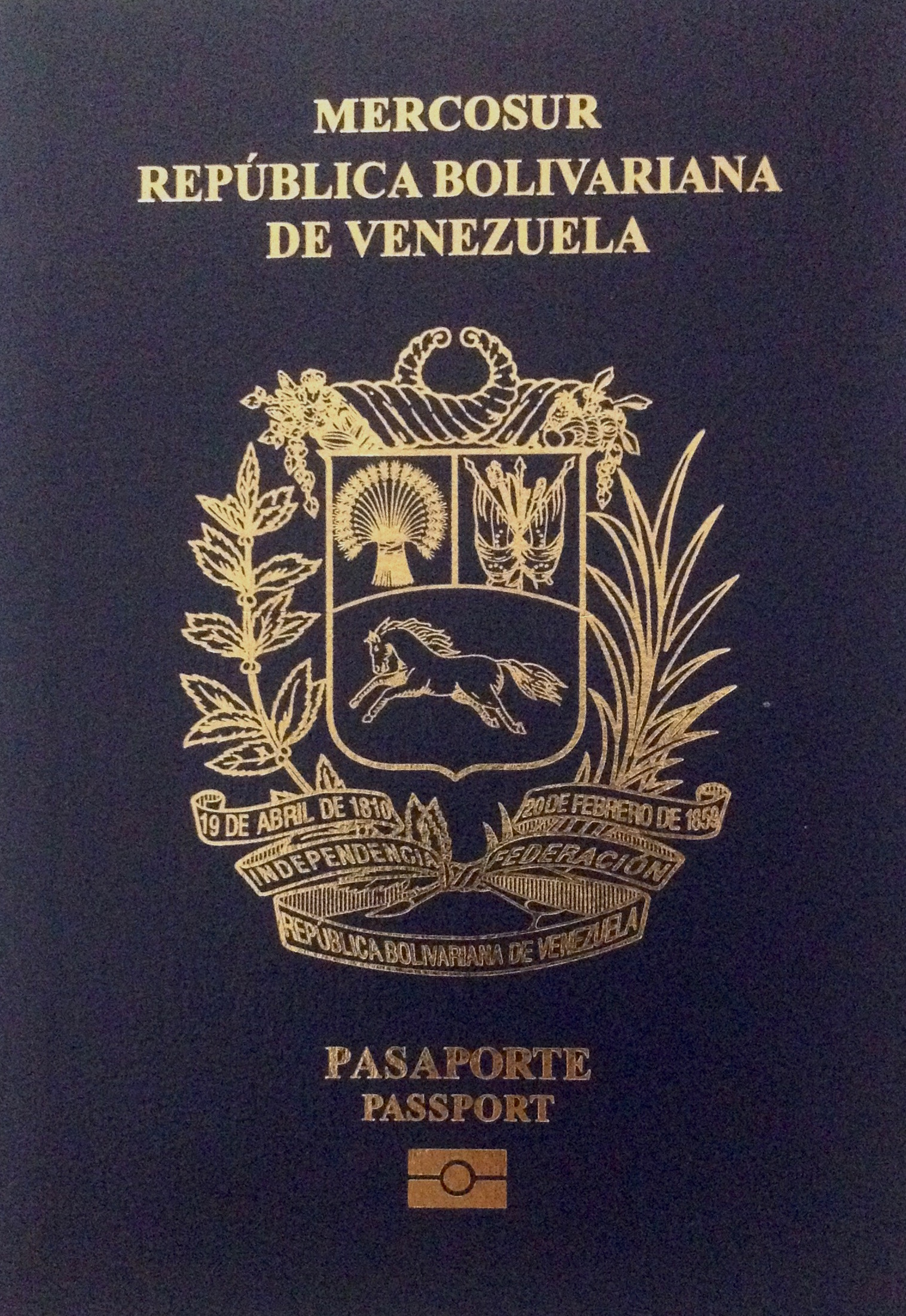
Паспорт 2015

## Страны где разрешён безвизовый въезд и получение визы по прибытии

### Северная и Южная Америка
| Страны и территории                 | Условия доступа                                                                       |
| ----------------------------------- | ------------------------------------------------------------------------------------- |
| Ангилья                             | 3 месяца                                                                              |
| Антигуа и Барбуда                   | 1 месяц Архивная копия от 28 февраля 2021 на Wayback Machine                          |
| Аргентина                           | 90 дней                                                                               |
| Аруба                               | 30 дней                                                                               |
| Багамские Острова                   | 3 месяца Архивная копия от 21 апреля 2008 на Wayback Machine                          |
| Барбадос                            | 6 месяцев Архивная копия от 24 февраля 2021 на Wayback Machine                        |
| Белиз                               | 1 месяц Архивная копия от 25 февраля 2021 на Wayback Machine                          |
| Бермуды                             | 6 месяцев                                                                             |
| Бразилия                            | 60 дней                                                                               |
| Виргинские Острова (Великобритания) | 30 дней                                                                               |
| Гаити                               | 3 мес. Архивная копия от 25 февраля 2021 на Wayback Machine                           |
| Гваделупа                           | 90 дней Архивная копия от 25 февраля 2015 на Wayback Machine                          |
| Гватемала                           | 90 дней                                                                               |
| Гондурас                            | 3 мес. Архивная копия от 25 февраля 2021 на Wayback Machine                           |
| Гренада                             | 3 месяца Архивная копия от 1 марта 2021 на Wayback Machine                            |
| Гренландия                          | 90 дней Архивная копия от 25 февраля 2021 на Wayback Machine                          |
| Доминика                            | 6 месяцев Архивная копия от 27 февраля 2021 на Wayback Machine                        |
| Доминиканская Республика            | 30-дневная туркарточка получаемая по прибытии USD 10                                  |
| Острова Кайман                      | 30 дней Архивная копия от 25 февраля 2021 на Wayback Machine                          |
| Колумбия                            | 90 дней                                                                               |
| Коста-Рика                          | 90 дней                                                                               |
| Мартиника                           | 90 дней Архивная копия от 25 февраля 2015 на Wayback Machine                          |
| Мексика                             | 180 days tourist/30 days business Архивная копия от 2 декабря 2013 на Wayback Machine |
| Монтсеррат                          | 14 дней (недоступная ссылка)                                                          |
| Нидерландские Антильские острова    | 3 мес.                                                                                |
| Никарагуа                           | 90 дней                                                                               |
| Панама                              | 90 дней                                                                               |
| Парагвай                            | 90 дней Архивная копия от 24 февраля 2021 на Wayback Machine                          |
| Перу                                | 90 дней                                                                               |
| Сен-Бартелеми                       | 90 дней Архивная копия от 25 февраля 2015 на Wayback Machine                          |
| Сен-Мартен                          | 90 дней Архивная копия от 25 февраля 2015 на Wayback Machine                          |
| Сен-Пьер и Микелон                  | 90 дней                                                                               |
| Сент-Винсент и Гренадины            | 1 month                                                                               |
| Сент-Китс и Невис                   | 3 мес. (недоступная ссылка)                                                           |
| Сент-Люсия                          | 6 weeks                                                                               |
| Теркс и Кайкос                      | 30 дней                                                                               |
| Тринидад и Тобаго                   | 90 дней                                                                               |
| Уругвай                             | 3 мес. Архивная копия от 27 февраля 2021 на Wayback Machine                           |
| Гвиана                              | 90 дней Архивная копия от 25 февраля 2015 на Wayback Machine                          |
| Чили                                | 90 дней                                                                               |
| Эквадор                             | 90 дней                                                                               |
| Ямайка                              | 90 дней                                                                               |

### Африка
| Страны и территории | Условия доступа |
| ------------------- | --- |
| Гамбия              | В первые сутки по прибытии в аэропорт выдаётся временная виза. В течение 24 часов она должна быть переоформлена в полноценную визу в иммиграционном службе в Банжуле (fee payable) Архивная копия от 1 марта 2021 на Wayback Machine   |
| Джибути             | 1-месячная виза, выдаваемая по прибытии DJF 5,000 Архивная копия от 24 февраля 2021 на Wayback Machine |
| Египет              | 30-дневная виза, выдаваемая по прибытии по цене US$15 |
| Замбия              | 90 дней Архивная копия от 25 февраля 2021 на Wayback Machine |
| Кабо-Верде          | Виза выдаётся после прибытия Архивная копия от 25 февраля 2021 на Wayback Machine |
| Кения               | 3-месячная виза, выдаваемая по прибытии по цене US$ 50 |
| Коморы              | В первые сутки по прибытии в аэропорт выдаётся временная виза. В течение 24 часов она должна быть переоформлена в полноценную визу в иммиграционном службе в Морони (fee payable) Архивная копия от 25 февраля 2021 на Wayback Machine |
| Мадагаскар          | 90-дневная виза, выдаваемая по прибытии по цене MGA 140,000 Архивная копия от 27 февраля 2021 на Wayback Machine |
| Майотта             | 90 дней Архивная копия от 9 января 2015 на Wayback Machine |
| Марокко             | 3 мес. |
| Мозамбик            | 30-дневная виза, выдаваемая по прибытии по цене US$25 Архивная копия от 26 февраля 2021 на Wayback Machine |
| Реюньон             | 90 дней Архивная копия от 25 февраля 2015 на Wayback Machine |
| Эсватини            | 2 мес. |
| Сейшельские Острова | 1 month Архивная копия от 27 февраля 2021 на Wayback Machine |
| Танзания            | 3 month visa issued on arrival for $50 |
| Того                | 7-day visa issued upon arrival for XOF10,000~35,000 Архивная копия от 25 февраля 2021 на Wayback Machine |
| Уганда              | 3 month visa issued on arrival for $50 Архивная копия от 24 февраля 2021 на Wayback Machine |
| ЮАР                 | 90 дней |

### Азия
| Страны и территории | Условия доступа                                                                                             |
| ------------------- | --- |
| Азербайджан         | 30-day visa issued upon arrival for US$100                                                                  |
| Макао               | 30 day visa issued on arrival for 100 MOP Архивная копия от 25 февраля 2021 на Wayback Machine              |
| Армения             | 120-day visa issued upon arrival for 15,000 AMD Архивная копия от 14 апреля 2012 на Wayback Machine         |
| Бангладеш           | 90-day visa issued upon arrival for USD50                                                                   |
| Восточный Тимор     | 30-day visa issued upon arrival for USD 30                                                                  |
| Гонконг             | 90 дней Архивная копия от 16 января 2013 на Wayback Machine                                                 |
| Грузия              | Visa issued on arival                                                                                       |
| Иордания            | 1 month visa issued upon arrival for JOD 10                                                                 |
| Иран                | 15-day visa issued upon arrival Eur. 50 (недоступная ссылка)                                                |
| Камбоджа            | 30-day visa issued upon arrival for USD 20/USD 25                                                           |
| Кипр                | 90 дней (недоступная ссылка)                                                                                |
| Кыргызстан          | 1-month visa issued upon arrival (fee USD 35 ~ USD 70) Архивная копия от 26 февраля 2021 на Wayback Machine |
| Лаос                | 30-day visa issued upon arrival for USD 30                                                                  |
| Ливан               | 1 month |
| Малайзия            | 1 month Архивная копия от 25 декабря 2009 на Wayback Machine                                                |
| Мальдивы            | 30 дней Архивная копия от 10 февраля 2018 на Wayback Machine                                                |
| Непал               | 15/30/90 day visa issued on arrival for $25/40/100 Архивная копия от 12 марта 2020 на Wayback Machine       |
| Оман                | visa issued upon arrival : 1 month (OMR 6), 1 year multiple entries stay up to 3-week per visit (OMR 10)    |
| Республика Корея    | 30 дней Архивная копия от 27 февраля 2021 на Wayback Machine                                                |
| Сингапур            | 30 дней Архивная копия от 1 марта 2021 на Wayback Machine                                                   |
| Турция              | 3 мес. |
| Филиппины           | 21 дней |

#### Европа
| Страны и территории  | Условия доступа |
| -------------------- | --- |
| Европа (Шенген)      | 90 дней Архивная копия от 26 ноября 2013 на Wayback Machine Архивная копия от 14 марта 2012 на Wayback Machine                                                                                        |
| Андорра              | 90 дней Архивная копия от 26 февраля 2021 на Wayback Machine |
| Беларусь             | 3 мес. Архивная копия от 25 февраля 2021 на Wayback Machine |
| Болгария             | 90 дней Архивная копия от 25 февраля 2021 на Wayback Machine |
| Босния и Герцеговина | 90 дней Архивная копия от 25 февраля 2021 на Wayback Machine |
| Великобритания       | 6 months. Архивная копия от 21 апреля 2021 на Wayback Machine Biometric passport required or valid visa PRIOR arrival. New regulations applicable since May 18th, 2009. For stay or even just TRANSIT |
| Гернси               | 6 мес. |
| Джерси               | 6 мес. |
| Ирландия             | 3 мес. |
| Северная Македония   | 90 дней Архивная копия от 25 февраля 2021 на Wayback Machine |
| Остров Мэн           | 6 мес. |
| Республика Косово    | 90 дней Архивная копия от 2 сентября 2017 на Wayback Machine |
| Россия               | 90 дней |
| Румыния              | 90 дней Архивная копия от 24 февраля 2021 на Wayback Machine |
| Хорватия             | 90 дней |
| Черногория           | 90 дней |

### Океания
| Страны и территории   | Условия доступа                                                         |
| --------------------- | ----------------------------------------------------------------------- |
| Микронезия            | 30 дней                                                                 |
| Ниуэ                  | 30 дней Архивная копия от 16 ноября 2015 на Wayback Machine             |
| Новая Каледония       | 90 дней Архивная копия от 25 февраля 2015 на Wayback Machine            |
| Острова Кука          | 31 дней                                                                 |
| Палау                 | 30 дней                                                                 |
| Папуа — Новая Гвинея  | 60-day visa issued upon arrival for PGK100 (tourist), PGK500 (business) |
| Самоа                 | 60 дней                                                                 |
| Тувалу                | 1 month                                                                 |
| Уоллис и Футуна       | 90 дней Архивная копия от 25 февраля 2015 на Wayback Machine            |
| Фиджи                 | 4 мес.                                                                  |
| Французская Полинезия | 90 дней Архивная копия от 25 февраля 2015 на Wayback Machine            |